# Cesargrad
Cesargrad je utvrda u Hrvatskom zagorju na istaknutom hrptu Cesargradske gore iznad grada Klanjca. 
Prema predaji, utvrdu Cesargrad sagradili su templari, viteški red koji je 1119. osnovan kako bi štitio hodočasnike na putu prema Isusovom grobu u Svetoj Zemlji. Na suprotnoj strani, s druge strane Sutle, na gotovo istoj visini Bizeljske gore, nalazi se ostatak utvrde Konigsberg ili kako ga Klanjčani nazivaju, Kunšperg, koji se pripisuje istim graditeljima. Red templara ukinut je 1312., a njihova dobra dodijeljena su drugim redovima ili postala vlasništvo Krune.

## Povijest
Cesargrad (Kayersperg), na istaknutom hrptu Cesarske gore, spominje se prvi puta 1399. i to u darovnici kralja Sigismunda, kojom pak poklanja Cesargrad grofu Hermanu Celjskom. Kako posljednji iz roda Celjskih pogiba u Beogradu 1456. Cesargrad dolazi pod upravu kraljevske krune.
Kralj Matija Korvin 1463. poklanja Risvicu, Tuhelj, Kraljevec na Sutli, Klanjec i Cesargrad Andriji Baumkircheru. Njegov sin Juraj nije imao nasljednika pa sve imanje oporučno ostavlja sestri ( udanoj za grofa Andriju Stubenberga) i prijatelju, nadbiskupu ostrogonskom i kasnije kardinalu Tomi Bakaču. U nastaloj parnici nadbiskup Toma Bakač uspio je obraniti vlasništvo nad Cesargradom.
Ovaj pak sva svoja imanja u Mađarskoj i Hrvatskoj ostavlja svom nećaku Petru I. Erdödyju.
Ta je vlastelinska obitelj bila i posljednji vlasnik utvrde Cesargrad, koju napušta sredinom 17. stoljeća, te se seli u novoizgrađene Nove Dvore Cesargradske.
Dana 29. siječnja 1573. godine Cesargrad stradava u Seljačkoj buni kada je opljačkan i zapaljen. Erdodyi ga dijelom obnavljaju, no izgradnjom Novih Dvora Klanječkih (gradi ih ban Toma Bakač Erdody 1603.) obitelj Erdody se polako preseljava u novi dvorac, a utvrda Cesargrad se prepušta polakom propadanju.

## Struktura građevine
Srednjovjekovnu strukturu grada čine polukružna kamena građevina koja je imala stambenu funkciju, opasana sistemom zidina, i branič kula. Utvrda je proširivana i nadograđivana u nekoliko faza.

## Danas
Na početku uspona prema ruševinama Cesargrada stoji ploča s tekstom:
Klanjec se nalazio na strateški važnom mjestu tijekom Seljačke bune 1573. g. posebno imajući u vidu predviđene akcije i pohode na susjedna slovenska vlastelinstva. U Klanjcu je bila smještena i tridesetnička postaja, a spominje se da su u posvemašnjem metežu seljaci razorili i kuriju u Klanjcu, tamošnju crkvu te neke župne dvorove i kapele. Uspješno zauzimanje utvrde Cesargrad okupilo je brojne pobunjenike i veliku vojsku koja se potom zaputila preko rijeke Sutle. Prve vijesti o buni dao je Stjepan Gregorijanec 1. veljače 1573. g. On je izvijesto da su se "svi podložnici sa susedgradskog, cesargradskog, bizeljskog, dijelom brežičkog i drugih vlastelinstava podigli na bunu prošlog četvrtka". Nakon Bune u kojoj je bila teško oštećena, utvrda Cesargrad više nije pružala dovoljno udobnosti svojim vlasnicima, te je Ban Toma Erdody odlučio izgraditi novu obiteljsku rezidenciju južno od Klanjca. Izgradnja Novih dvora Klanječkih završena je 1603. godine.

## Vanjske poveznice
- http://www.klanjec.hr/kultura/spomenici-kulture/cesargrad/ (Cesargrad - više na stranici grada Klanjec)
- http://www.zagorje.com/clanak/vijesti/novi-zivot-cesargrada (Novi život Cesargrada)